# فسفوران

ساختار کلی گروه فسفوران.

فسفوران(به انگلیسی: Phosphorane) (با نام آیوپاک: λ5-فسفان) یک گروه عاملی در ترکیبات آلی فسفر بوده که حاوی یک اتم فسفر پنج ظرفیتی است. فرمول عمومی این گروه PR5 می باشد. ترکیب هیدرید والد این گروه، مولکول فرضی PH5 است. پنتافنیل فسفوران(Ph5P) مشتقی پایدار از این گروه عاملی است.
فسفوران‌های از نوع R3P=CR2 ترکیبات متداول و مهم تری هستند. فسفوران‌ها نیز به عنوان یکی از ساختارهای رزونانسی Ylide‌ها در نظر گرفته می‌شوند که در آن یک مرکز فسفر با هندسه چهار وجهی شامل پیوند دوگانه فسفر-کربن وجود دارد. این ترکیبات به عنوان واکنشگر در واکنش ویتیگ مورد استفاده قرار می‌گیرند، برای مثال متیلن‌تری‌فنیل‌فسفوران یا Ph3P=CH2.